# Eupterotidae
Famille
Les Eupterotidae sont une famille de lépidoptères de la super-famille des Bombycoidea. 
Elle contient environ 53 genres et 339 espèces.
Elle se compose des sous-familles suivantes, :
- Eupterotinae
- Janinae
- Panacelinae
- Striphnopteryginae
- groupe Ganisa